# Román Viñoly Barreto
Román Viñoly Barreto (Montevideo, 8 agosto 1914 – Buenos Aires, 20 agosto 1970) è stato un regista e sceneggiatore uruguaiano naturalizzato argentino.

## Biografia
Nato a Montevideo da una famiglia di pescatori, si laureò in Filosofia e studiò anche musica e balletto, fondando successivamente un gruppo teatrale. All'età di 26 anni si trasferì a Buenos Aires, dove ebbe inizio la sua carriera cinematografica. Lavorò inizialmente come aiuto regista per i film El gran amor de Bécquer del 1946 e El hombre que amé del 1947, entrambi diretti da Alberto de Zavalía. Nel 1947 fece il suo esordio alla regia con Estrellita, con protagonisti Yeya Duciel, José Olarra e Luis Zaballa.
Tra il 1947 e il 1966 Barreto diresse circa 30 film e per alcuni di questi ne scrisse anche la sceneggiatura. Tra i suoi film più famosi si ricorda El abuelo del 1954, in cui recitarono alcune stelle del cinema argentino come Enrique Muiño e Mecha Ortiz. Nel 1965 uscì nelle sale La pérgola de las flores, che gli valse il primo premio dell'Instituto Nacional de Cine y Artes Audiovisuales (INCAA) come miglior film argentino e che ebbe tra i protagonisti la spagnola Marujita Díaz e il cileno Antonio Prieto. Lavorò anche come regista teatrale e televisivo negli ultimi anni della sua vita, sia in Uruguay che in Argentina. Nel 1958 fu tra i fondatori dell'associazione Directores Argentinos Cinematográficos (DAC), con sede a Buenos Aires.

## Vita privata
Sposato con l'insegnante di matematica María Beceiro, ebbero un unico figlio, Rafael.

## Filmografia

### Regista e sceneggiatore

#### Cinema
- Estrellita (1947)
- Con el sudor de tu frente (1949)
- Corrientes...calle de ensueños! (1949)
- La doctora quiere tangos (1949)
- Fangio, el demonio de las pistas (1950)
- Una viuda casi alegre (1950)
- La calle junto a la luna (1951)
- Ésta es mi vida (1952)
- La bestia debe morir (1952)
- La niña del gato (1953)
- El vampiro negro (1953)
- El abuelo (1954)
- Chico Viola Não Morreu (1955)
- Horizontes de piedra (1956)
- El hombre virgen (1956)
- Fantoche (1957)
- Un centavo de mujer (1958)
- Los dioses ajenos (1958)
- Reportaje en el infierno (1959)
- El dinero de Dios (1959)
- Todo el año es Navidad (1960)
- La potranca (1960)
- Buenas noches, mi amor (1961)
- La familia Falcón (1963)
- Il ritorno di Marcellino (Barcos de papel) (1963)
- Orden de matar (1965)
- La pérgola de las flores (1965)
- Villa Delicia: playa de estacionamiento, música ambiental (1966)

#### Televisione
- Los suicidios constantes (1961) - Serie TV
- El tinglado de la risa (1970) - Serie TV

## Opere
- San Francisco de Asís. Palabras, Montevideo, Colombino Hermanos, 1946.